# Eutelia viridacea
Eutelia viridacea là một loài bướm đêm trong họ Noctuidae.